# Quercytherium
Quercytherium — вимерлий рід гієнодонтових ссавців родини Hyaenodontidae. Скам'янілості знайдено у Франції. Описано такі види: Quercytherium simplicidens, Quercytherium tenebrosum.